# Casa Judía
La casa Judía está situada en la calle Castellón número 20 de la ciudad de Valencia (España). Se trata de una edificación residencial de estilo art déco valenciano construida en el año 1930.

## Edificio
Fue construido por el arquitecto valenciano Juan Guardiola en 1930. Es un ejemplo de estilo art déco valenciano. En el edificio el arquitecto se inspira libremente en la arquitectura de otros países y épocas, cosa que ya había realizado en otros edificios como en el Ateneo Sueco del Socorro en 1927 o en la Casa Ferran Guardiola de Barcelona en 1929. En este caso en la fachada conviven elementos arquitectónicos de estilo oriental, árabe, egipcio, hindú, hebreo, etc.
El nombre popular de casa judía se debe a la estrella de David que se halla justo en el dintel de la entrada del edificio. Fue construida por encargo de José Salom, muy probablemente al apellido de origen judío de su propietario se deba la utilización por parte del arquitecto de este elemento tan característico de la cultura hebrea. En el edificio se reunía de manera discreta y secreta la reducida comunidad judía de la época que residía en Valencia para realizar sus tradicionales celebraciones religiosas.
El edificio consta de planta baja y seis alturas. Destaca la originalidad estilística en toda la fachada, con una exótica y rica ornamentación, tanto en la puerta de entrada como en la primera altura y en el suntuoso remate del edificio de inspiración oriental, árabe e hindú.
La planta baja y el remate del edificio se han visto claramente alterados con el paso del tiempo. En el remate del edificio se retiraron los remates de estilo hindú que lo coronaban.